# Alex Stalock
Alexander „Alex“ Stalock (* 28. Juli 1987 in South St. Paul, Minnesota) ist ein ehemaliger US-amerikanischer Eishockeytorwart. Zwischen 2011 und 2023 bestritt er 179 Partien für die San Jose Sharks, Minnesota Wild und Chicago Blackhawks in der National Hockey League (NHL). Überwiegend stand er jedoch bei den jeweiligen Farmteams in der American Hockey League (AHL) auf dem Eis.

## Karriere

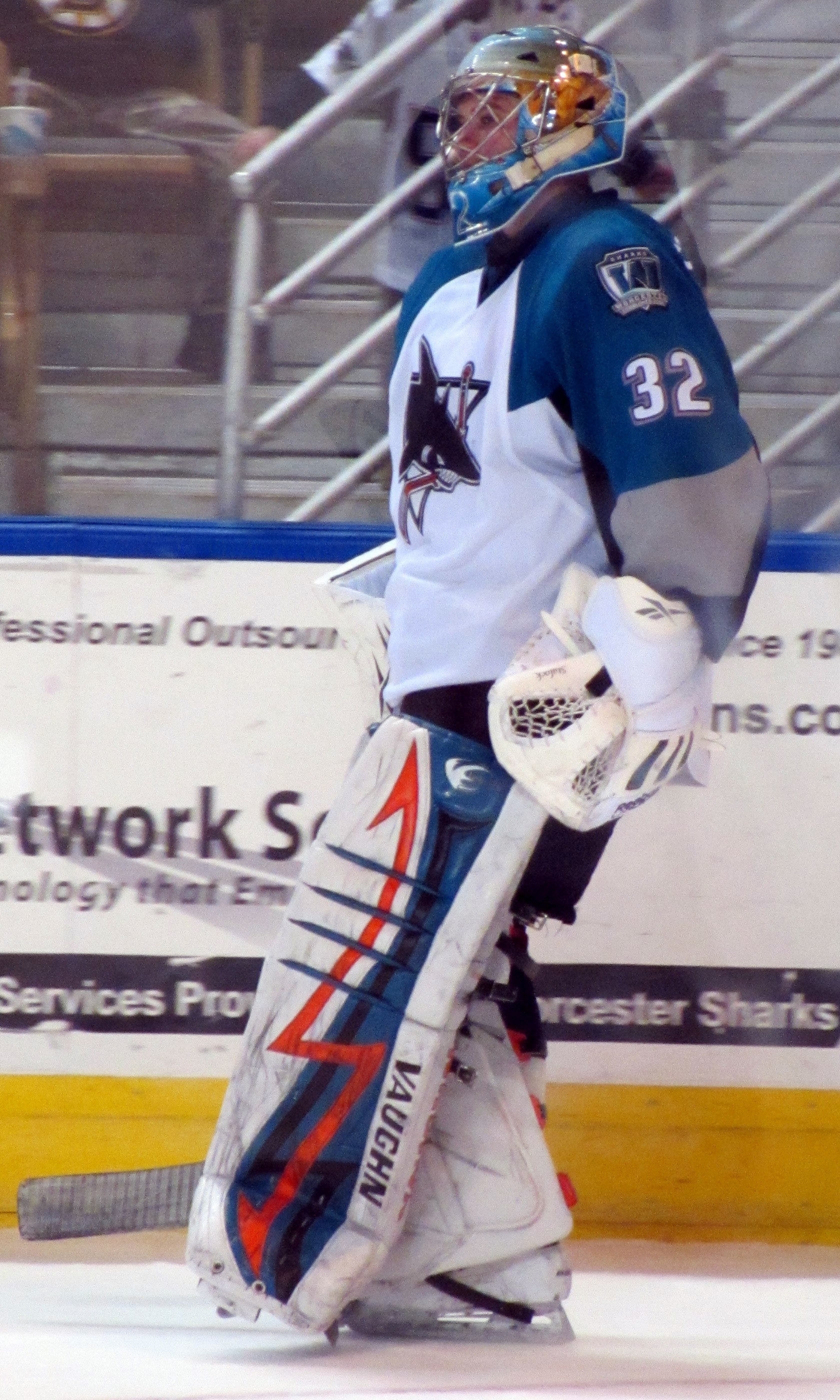
Stalock im Dress der Worcester Sharks

Stalock spielte im Juniorenbereich an der South St. Paul High School und bestritt in der Saison 2003/04 zwei Partien für die U18-Junioren-Mannschaft des Nachwuchsförderungsprogramms des US-amerikanischen Eishockeyverbandes USA Hockey in der North American Hockey League. Zur Saison 2004/05 wechselte er dann in die United States Hockey League, wo er zwei Jahre lang für die Cedar Rapids RoughRiders spielte. Gleich in seinem Rookiejahr gelang ihm mit der Mannschaft der Gewinn des Clark Cups, die Meisterschaftstrophäe der USHL. Mit der Auszeichnung zum Most Valuable Player der Playoffs hatte der Torwart maßgeblichen Anteil am Erfolg des Teams. Entscheidend war, dass er in den Playoffs seinen Gegentorschnitt von 2,73 auf 1,44 verringern konnte. In der folgenden Spielzeit konnten die RoughRiders den Titel nicht verteidigen, Stalock wurde aber mit der Wahl ins First All-Star Team der Liga bedacht.
Obwohl der US-Amerikaner bereits im NHL Entry Draft 2005 in der vierten Runde an 112. Stelle von den San Jose Sharks ausgewählt worden war, wechselte er nach Abschluss seiner zweiten Saison in der USHL nicht in den Profibereich. Er schloss sich im Sommer 2006, parallel zu seinem Studium, der Universitätsmannschaft der University of Minnesota Duluth an. In den folgenden drei Jahren bis zum Frühjahr 2009 war er Stammtorhüter des Teams. Nachdem er in der Saison 2006/07 nur fünf von 23 Spielen gewinnen konnte und trotzdem ins All-Rookie Team der Western Collegiate Hockey Association gewählt worden war, konnte er sich in den Spielzeiten 2007/08 und 2008/09 stets steigern. In der Saison 2007/08 gelangen ihm 13 Siege in 36 Begegnungen, ehe er in seinem letzten Collegejahr die Mannschaft zum ersten Meisterschaftsgewinn seit 1985 führte. Zudem wurde er am Saisonende ins First All-American Team der National Collegiate Athletic Association gewählt. Des Weiteren stellte er Universitätsrekorde in den Kategorien Gegentorschnitt und Fangquote auf bzw. in der Kategorie Shutouts ein.
Im Anschluss an die College-Spielzeit nahmen die San Jose Sharks Stalock am 11. April 2009 unter Vertrag. Sie schickten ihn daraufhin für den Rest der Saison 2008/09 zu ihrem Farmteam, die Worcester Sharks, in die American Hockey League. Hinter Thomas Greiss und Taylor Dakers bekleidete er aber lediglich den Posten des dritten Torhüters im Kader und kam nicht zum Zug. Zur Spielzeit 2009/10 übernahm der Rookie schließlich den Stammplatz im Tor der Worcester Sharks, nachdem Greiss in den NHL-Kader befördert und der auslaufende Vertrag von Dakers nicht verlängert worden war. Stalock zur Seite stand der Kanadier Tyson Sexsmith. Bereits zum Jahresbeginn 2010 hatte Stalock so viele Spiele gewonnen, dass er sich hinter Greiss auf den zweiten Platz der teaminternen Liste nach Siegen von Torhütern einordnete.
Nach über sechs Jahren in der Organisation der Sharks wurde Stalock im Februar 2016 samt Ben Smith und einem erfolgsabhängigen Viertrunden-Wahlrecht für den NHL Entry Draft 2018 an die Toronto Maple Leafs abgegeben. Im Gegenzug wechselten Torhüter James Reimer und Jeremy Morin zu den Sharks. Bis zum Ende der Saison kam Stalock bei den Toronto Marlies in der AHL zum Einsatz und erhielt nach Saisonende keinen neuen Vertrag in Toronto. In der Folge schloss er sich im Juli 2016 als Free Agent den Minnesota Wild an, bei denen er einen Einjahresvertrag unterzeichnete. Dort verbrachte er den Großteil der Saison bei den Iowa Wild in der AHL, bevor er im März 2017 sein Debüt für Minnesota in der NHL gab.
Mit Beginn der Saison 2017/18 etablierte sich Stalock im NHL-Aufgebot der Wild als zweiter Torhüter hinter Devan Dubnyk. In der Spielzeit 2019/20 bestritt er erstmals mehr Partien als der Kanadier und erhielt auch in den Playoffs 2020 den Vorzug. Ab der Saison 2020/21 spielte er hinter Cam Talbot und Kaapo Kähkönen jedoch keine Rolle mehr im Kader der Wild, sodass er Anfang März 2021 über den Waiver in die AHL geschickt werden sollte. Dabei verpflichteten ihn die Edmonton Oilers, bei denen er in der Spielzeit 2020/21 jedoch hinter Mike Smith und Mikko Koskinen ohne Einsatz blieb. Im September 2021 wurde bekannt, dass Stalock aufgrund einer Myokarditis infolge einer COVID-19-Infektion im November 2020 voraussichtlich die gesamte Spielzeit 2021/22 ausfallen wird, was sich in der Folge auch bewahrheitete.
Nachdem er anschließend nur fünf Partien für Edmontons Farmteam in der AHL absolviert hatte, die Bakersfield Condors, kehrte er im März 2022 ohne weitere Gegenleistung („future considerations“) zu den San Jose Sharks zurück. Diese reagierten damit auch die verletzungsbedingten Ausfälle von Adin Hill und James Reimer. In San Jose beendete er die Saison 2021/22 und wechselte anschließend im Juli 2022 als Free Agent zu den Chicago Blackhawks. Dort fungierte er in der Torhüterrotation mit Petr Mrázek und Arvid Söderblom als zweiter Mann hinter Mrázek und kam so zu 27 Einsätzen. Im August 2023 kehrte er auf Basis eines Einjahresvertrags nach Kalifornien zurück, wo er sich den Anaheim Ducks anschloss. Dort spielte er in der Saison 2023/24 ebenfalls ausschließlich in der AHL, für die San Diego Gulls.
Im September 2024 verkündete Stalock das Ende seiner aktiven Karriere, in der er insgesamt 179 NHL-Partien bestritten hatte. Er ist fortan als TV-Experte bei Übertragungen von Spielen der San Jose Sharks tätig.

## Erfolge und Auszeichnungen
| - 2005 Clark-Cup-Gewinn mit den Cedar Rapids RoughRiders - 2005 USHL Playoff-MVP - 2006 USHL First All-Star Team - 2007 WCHA All-Rookie Team | - 2009 Broadmoor-Trophy-Gewinn mit der University of Minnesota Duluth - 2009 NCAA First All-American Team - 2010 Teilnahme am AHL All-Star Classic - 2010 AHL All-Rookie Team |

## Karrierestatistik
(Legende zur Torhüterstatistik: GP oder Sp = Spiele insgesamt; W oder S = Siege; L oder N = Niederlagen; T oder U oder OT = Unentschieden oder Overtime- bzw. Shootout-Niederlage; Min. = Minuten; SOG oder SaT = Schüsse aufs Tor; GA oder GT = Gegentore; SO = Shutouts; GAA oder GTS = Gegentorschnitt; Sv% oder SVS% = Fangquote; EN = Empty Net Goal; 1 Play-downs/Relegation; Kursiv: Statistik nicht vollständig)